# 2005年1月

## 1月31日
- 非洲联盟峰会在尼日利亚召开，联合国秘书长科菲·安南出席会议。（路透社） （BBC）（页面存档备份，存于）
- 在塔吉克斯坦首都杜尚别发生汽车炸弹爆炸事件 （塔斯社）（BBC）（页面存档备份，存于）

## 1月30日
- 2005年伊拉克大选开始举行。 新浪网（页面存档备份，存于）
- 英国一架运输机在巴格达以西坠毁，起码有9名英军士兵丧生，出事原因正在调查中。（BBC）（页面存档备份，存于）
- 安徽11市发生流行性脑膜炎疫情 60多人感染8人死亡 SINA（页面存档备份，存于）

## 1月29日
- 原中共中央总书记赵紫阳遗体在八宝山革命公墓火化，中共中央政治局常委、全国政协主席贾庆林前往慰问其家属。CCTV（页面存档备份，存于）

## 1月28日
- “江八点”发表10周年，中国大陆各界在人民大会堂隆重集会。新华网（页面存档备份，存于）
- 70名诺贝尔奖获得者联名发表声明支持联合国秘书长科菲·安南，包括前美國總統卡特及前韓國總統金大中，反对美国共和党议员要求安南就被指為失敗的伊拉克石油換取糧食計劃辞职。（路透社）（页面存档备份，存于） （BBC）（页面存档备份，存于）
- 伊拉克海外侨民开始投票选举新政府。CCTV（页面存档备份，存于）

## 1月27日
- 评估世界各国（地区）环境质量的“环境可持续指数”（ESI），在瑞士达沃斯正式对外发布。在全球144个国家和地区中，芬兰位居第一。中国青年报（页面存档备份，存于）
- 来自40个国家的人云集波兰纪念奥斯威辛集中营解放60周年。塔斯社 （耶路撒冷邮报）[] （德国世界报）（页面存档备份，存于） （BBC）（页面存档备份，存于） （CBC） （页面存档备份，存于）
- 台灣高速鐵路700T型列車以時速20~30公里的速度，於高雄燕巢機廠至高鐵台南（沙崙）站間進行初次試車。中央通訊社（页面存档备份，存于）

## 1月26日
- 美国参议院正式通过对康多莉扎·赖斯担任美国新国务卿的提名。光明日报（页面存档备份，存于）
- 加州火车出轨，目前证实至少9人死亡。事故可能是人为破坏造成。MSNBC（英文）（页面存档备份，存于）
- 南非选手尼斯灵在2005年世界杯短池游泳系列赛莫斯科站首日的比赛中，以52秒01的成绩打破了男子100米混合泳世界纪录。新华网（页面存档备份，存于）
- 驻伊拉克美军一架直升飞机在伊拉克东部地区坠毁，造成至少31名美军士兵死亡。
- 康多莉扎·赖斯宣誓就任乔治·沃克·布什新内阁的国务卿。

## 1月25日
- Google公司推出 Google Video（页面存档备份，存于） 服务。目前该服务仍处于β测试阶段。
- 台湾新一任行政院长由现任高雄市长谢长廷担任。海峡都市报
- 印度宗教集会发生踩踏事件，造成300多人死亡，另有多人受伤。新华网（页面存档备份，存于）

## 1月24日
- 乌克兰新任总统尤先科出访俄罗斯。新浪网（页面存档备份，存于）

## 1月23日
- 尤先科宣誓就职乌克兰总统。

## 1月22日
- 路透社最新消息：八名在伊拉克被擄的中國人質剛剛獲釋。（有線新聞）

## 1月21日
- 貝里斯騷亂在首都貝爾莫潘演變成暴動。

## 1月20日
- 乔治·沃克·布什正式宣誓就职美国总统。新华网（页面存档备份，存于）
- 格林纳达与中华人民共和国建交，不過中华民国（台湾）卻未如以往立即與格林纳达宣布断交。联合新闻网
- 乔治·沃克·布什宣誓就職　誓言支持民主結束專制。NTDTV
- 国务院总理温家宝在人民大会堂与来访的加拿大总理马丁举行会谈，双方决定促进中加贸易伙伴关系。（中国日报）

## 1月19日
- 美国参议院以压倒多数批准布什总统对赖斯出任国务卿的提名。今晚报
- 汉城中文名改“首尔”，要求中国等采用新称 联合早报（页面存档备份，存于）

## 1月18日

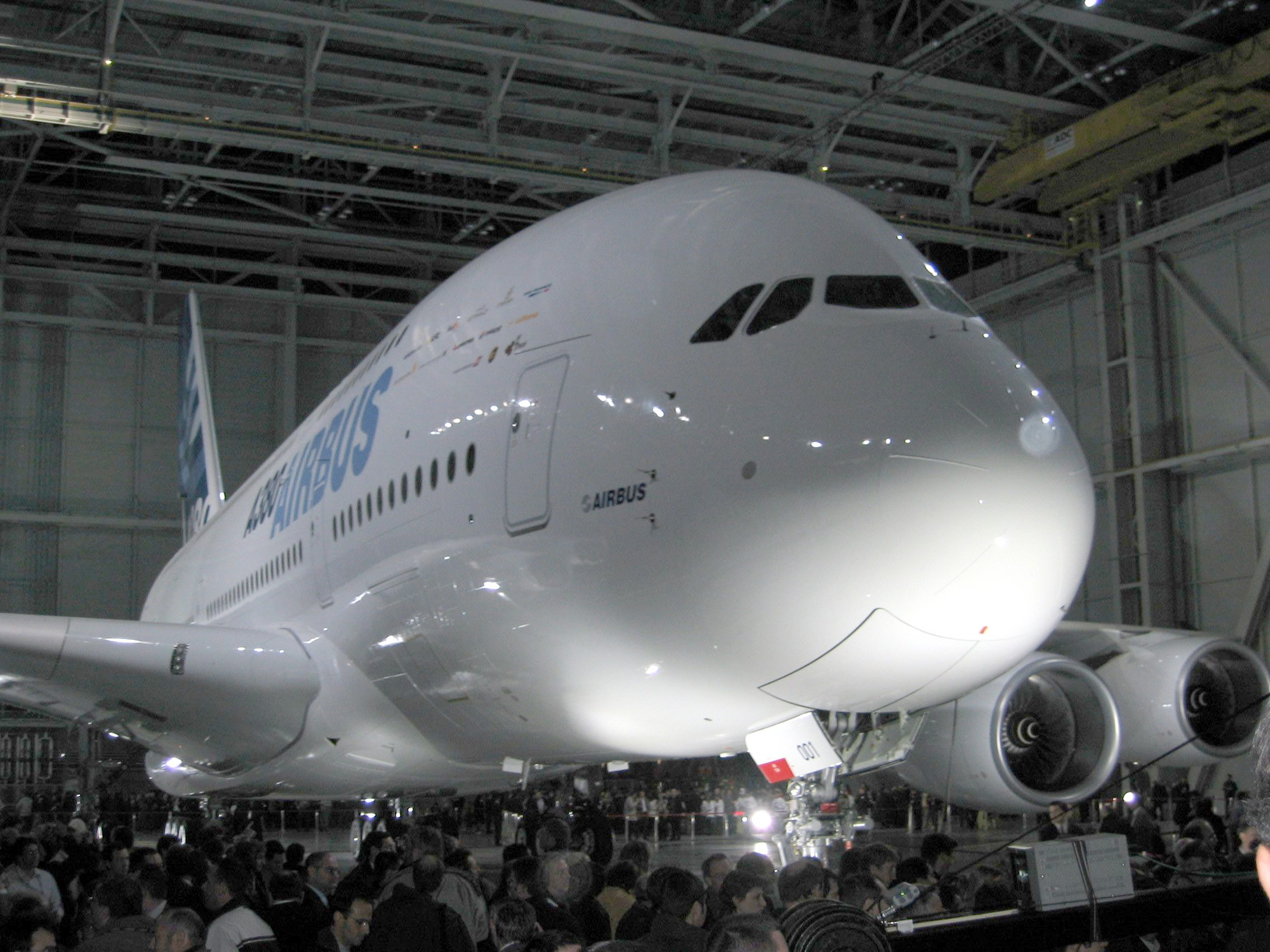
空中客车A380在法国圖盧茲廠房面世。

- 全球最大客机空中客车A380在法国隆重面世。新民晚报
- 神舟六号飞船开始总装，预计2005年9至10月发射。法制晚报（页面存档备份，存于）
- 八名中国工人在伊拉克被武装分子绑架。 凤凰网（页面存档备份，存于）
- 澳大利亚工党领袖马克·莱瑟姆（Mark Latham）宣布辞职，同时不再担任众议员职务。

## 1月17日
- 俄科学家预测今晚太阳磁暴“袭击”地球。sina（页面存档备份，存于）
- 前中国国务院总理和中共中央总书记赵紫阳在北京逝世，终年85岁。

## 1月16日
- 一名66岁的罗马尼亚妇女产下一女，成为世界上最高龄的产妇。

## 1月15日
- 30多头巨头鲸在美国北卡罗来纳州的一个海湾搁浅。北京娱乐信报
- 海峽兩岸航空業界代表在澳門達成春節包機不中停協議。Yahoo!香港新聞

## 1月14日
- 惠更斯号登陆土卫六。欧洲空间局和NASA已经发布一部分拍摄的照片。sina（页面存档备份，存于） 东方卫视[]

## 1月13日
- 英国哈里王子一张身着纳粹军装出席一场派对的照片被公开，引起英国公众和国际社会哗然。

## 1月12日
- 欧洲议会通过欧盟宪法条约。光明日报（页面存档备份，存于）
- 美国宇航局（NASA）发射深度撞击号彗星探测器，其搭载的撞击器将直接冲向“坦普尔1号（TEMPEL1）”彗星的彗核，完成人类首度撞击彗星。新华网（页面存档备份，存于）

## 1月10日
- 乌克兰中央选举委员会宣布，反对派总统候选人尤先科在总统选举第二轮重新投票中获胜，当选乌克兰新总统。新华网（页面存档备份，存于）

## 1月9日
- 巴勒斯坦民族解放运动（法塔赫）提名的候选人阿巴斯宣布在巴勒斯坦大选中获胜，当选巴勒斯坦民族权力机构主席。民调显示阿巴斯赢得大约三分之二的选票，独立候选人穆斯塔法·巴尔古提以大约20％的选票位居第二。凤凰网（页面存档备份，存于）BBC中文网（页面存档备份，存于）

## 1月7日
- 二十四位香港立法會議員今天發出聯署信給香港特別行政區行政長官董建華，要求董建華批出簽證給台北市長馬英九來港參與學術論壇。中國時報
- 柏林發現作曲家莫扎特生前最後一幅肖像畫。BBC中文網（页面存档备份，存于）

## 1月6日
- 中国人口达到13亿。新华网（页面存档备份，存于）
- 东盟地震和海啸灾后问题领导人特别会议在印尼首都雅加达会议中心开幕。中国广播网（页面存档备份，存于）
- 美国副国务卿阿米蒂奇与中国高层讨论反分裂國家法。BBC中文網（页面存档备份，存于）
- 2005年国际消费电子展在美国拉斯维加斯举行。

## 1月5日
- 乌克兰总统库奇马签署解散政府的法令，并责成现政府在新政府组成之前继续履行职责。新华网（页面存档备份，存于）
- 香港入境署拒發入境簽證與計劃訪港的時任台北市市長馬英九。明報新聞網
- 超越鹿特丹，上海躍居世界第一大港。聯合新聞網（页面存档备份，存于）
- 香港民主派议员郑经翰提出的要求港府提出全面民主时间表的动议遭到立法会亲北京派议员的否决。BBC中文網（页面存档备份，存于）

## 1月4日
- 韩国总统卢武铉改组内阁， 6位部长离职。新华网（页面存档备份，存于）

## 1月3日
- 伊拉克暴力事件持续，巴格达省省长阿里·海德里（Alial-Haidri）遭暗杀。

## 1月1日
- 土耳其发行新货币新土耳其里拉。